# Zenobia (Schiff)
Die Zenobia war eine schwedische RoRo-Fähre, die auf ihrer Jungfernfahrt am 7. Juni 1980 im Mittelmeer vor Larnaka sank. Das Wrack befindet sich in einer Tiefe von rund 42 Metern und gilt als beliebtes Taucherziel.

## Hintergrund

### Bau
Die Zenobia wurde in der Kockums-Werft in Malmö gebaut und hatte ihren Stapellauf am 11. August 1979. Am 30. Oktober 1979 wurde sie an die Reederei AB Nordö ausgeliefert. Als Flaggschiff der sogenannten „Challenger“-Klasse war vorgesehen, dass sie den Fährverkehr zwischen dem Balkan und Griechenland nach Tartus (Syrien) bedient. Die Strecke galt zu dieser Zeit als wichtige Handelsroute, insbesondere mitteleuropäische Speditionen versorgten den Orient im LKW-Güterverkehr.
Ab dem 20. Januar 1980 bediente die Zenobia eine verlängerte Linie zwischen Koper (heutiges Slowenien) über Volos (Griechenland) nach Tartus (Syrien).

### Untergang
Am 28. Mai 1980 startete die Zenobia in Koper ihre Unglücksfahrt nach Syrien. An Bord befanden sich rund 200 Passagiere; außerdem war sie mit je nach Quelle 120–150 Lastwagen, darunter 23 Fahrzeuge aus Österreich, beladen. Während der Überfahrt nach Syrien wurde ab dem 3. Juni eine zunehmende Schlagseite nach Backbord festgestellt. Obwohl es einem Technikerteam zeitweise gelang, die Schlagseite zu verringern, stellte sich in Larnaka erneut eine Krängung von 40° ein.
Am 6. Juni 1980 beschlagnahmten die Hafenbehörden die Fähre zwecks Klärung von Schadensersatzforderungen. Sie sank am 7. Juni 1980 gegen 02:00 Uhr ca. 1.500 m vom Hafen entfernt an der Position 34° 53′ 21″ N, 33° 39′ 2″ O über die Backbordseite, nachdem sie bis kurz vor den Hafen von Larnaka geschleppt wurde.
Alle Passagiere und Besatzungsmitglieder konnten rechtzeitig evakuiert werden, so dass keine Menschen ums Leben kamen.
Die Zenobia liegt seither auf der Backbordseite auf einer Sandbank in einer Tiefe von 43 m. Die steuerbordseitige Bordwand erreicht man in einer Tiefe von rund 18 m.

### Gründe
Für das Verhalten der Fähre gibt es keine offizielle Erklärung. Es wird angenommen, dass ein Defekt im automatischen Ballasttanksystem vorlag, welches eigentlich eine Krängung des Schiffes durch das Füllen der gegenseitigen Ballasttanks mit Seewasser ausgleichen sollte. Möglicherweise wurde das System bei der Zenobia falsch programmiert, was zu einer Befüllung der gleichseitigen Ballasttanks führte. Dadurch verstärkte sich die Schlagseite immer weiter, bis schließlich die Ladung verrutschte. Von diesem Moment an war das Schiff nicht mehr zu retten.
Bisweilen findet man im Internet auch Quellen, die menschliches Versagen, Versicherungsbetrug oder Sabotage als Unfallursache annehmen. Hierzu gibt es jedoch keine belastbaren Nachweise.

## Tauchspot

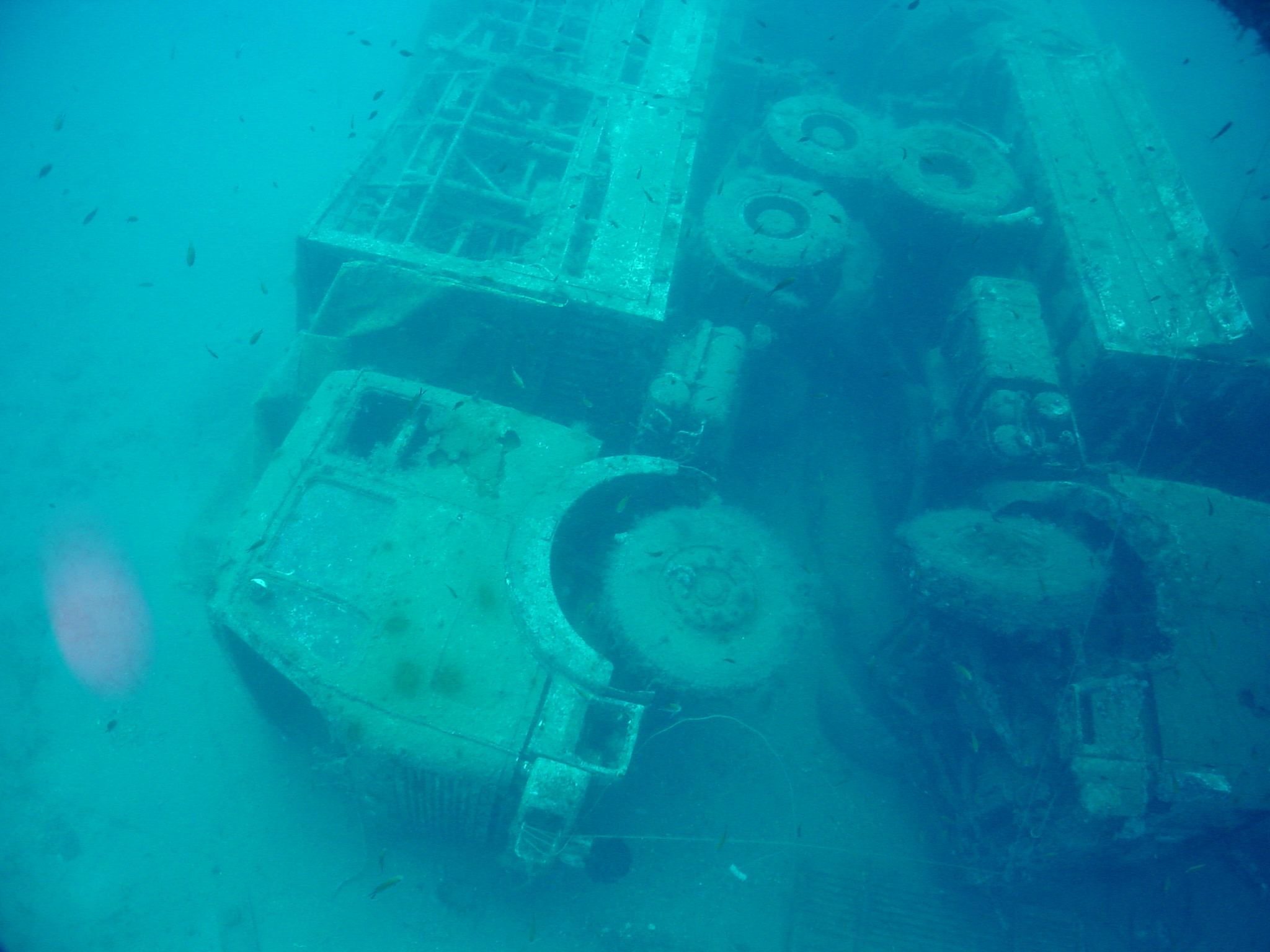
LKW-Modelle älterer Bauart beim Wrack der Zenobia (2003)

In der Tauchszene gilt die Zenobia als eines der Top-Ten-Wracks weltweit. Sie ist mit seiner Länge von 172 m und 23 m Breite das größte betauchbare Wrack im Mittelmeer. Aufgrund der normalerweise sehr guten Sicht (rund 15 m), der im Sommer milden Wassertemperaturen (im Sommer in 30 m Tiefe um 20 °C) sowie der meist geringen Strömung lässt sich das Wrack auch mit unterschiedlichen Ausbildungsständen gut erreichen.
Je nach Fertigkeiten besteht für fortgeschrittene Taucher die Möglichkeit, in das Wrack einzudringen. Dennoch ist Vorsicht geboten: Durch Selbstüberschätzung ist es in der Vergangenheit immer wieder zu Unglücksfällen gekommen, bei denen Taucher starben.